# Fårö landskommun
Fårö landskommun  var en tidigare kommun i Gotlands län.

## Administrativ historik
När 1862 års kommunalförordningar trädde i kraft inrättades i Sverige cirka 2 500 kommuner. Huvuddelen av dessa var landskommuner (baserade på den äldre sockenindelningen), vartill kom 89 städer och åtta köpingar. Då inrättades i  Fårö socken i Gotlands norra härad på Gotland denna kommun. 
Vid kommunreformen 1952 uppgick denna  landskommun i Fårösunds landskommun som senare 1971 uppgick i Gotlands kommun.

## Politik

### Mandatfördelning i Fårö landskommun 1938-1946
| 7 | 2 | 10 | 1 |

| 17 | 3 |

| 7 | 13 |

| 17 | 3 |

| 6 | 2 | 12 |

| 18 |